# كلاس دي فريس
كلاس دي فريس (بالهولندية: Klaas de Vries)‏ هو أستاذ جامعي وملحن هولندي، ولد في 15 يوليو 1944 في تيرنوزن في هولندا.

## وصلات خارجية
- كلاس دي فريس على موقع ميوزك برينز (الإنجليزية)
- كلاس دي فريس على موقع ديسكوغز (الإنجليزية)